# Torikatu (Oulu)
Pour les articles homonymes, voir Torikatu.
Torikatu est une des rues principales du centre-ville d'Oulu en Finlande.

## Présentation
La rue part de Linnankatu entre le parc Franzén et le lycée d'Oulu.
Elle continue vers le sud-ouest jusqu'à Heinäpää.
La rue traverse les quartiers de Pokkinen, Vanhatulli et Hollihaka et se termine à la rue Tarkka-ampujankatu après un parcours de 1,6 kilomètre.
Torikatu a été transformée en un axe de transport en commun. 
Les services de bus qui traversaient auparavant le centre-ville de Limingantulli à Tuira le long d'Isokatu ont été transférés vers Torikatu le 22 septembre 2007.
Torikatu est à deux voies sur toute sa longueur. 
Dans les quartiers Pokkinen et Vanhatulli entre Kajaaninkatu et Albertinkatu, la rue est à quatre voies, mais les bords de la rue sont réservés au stationnement.

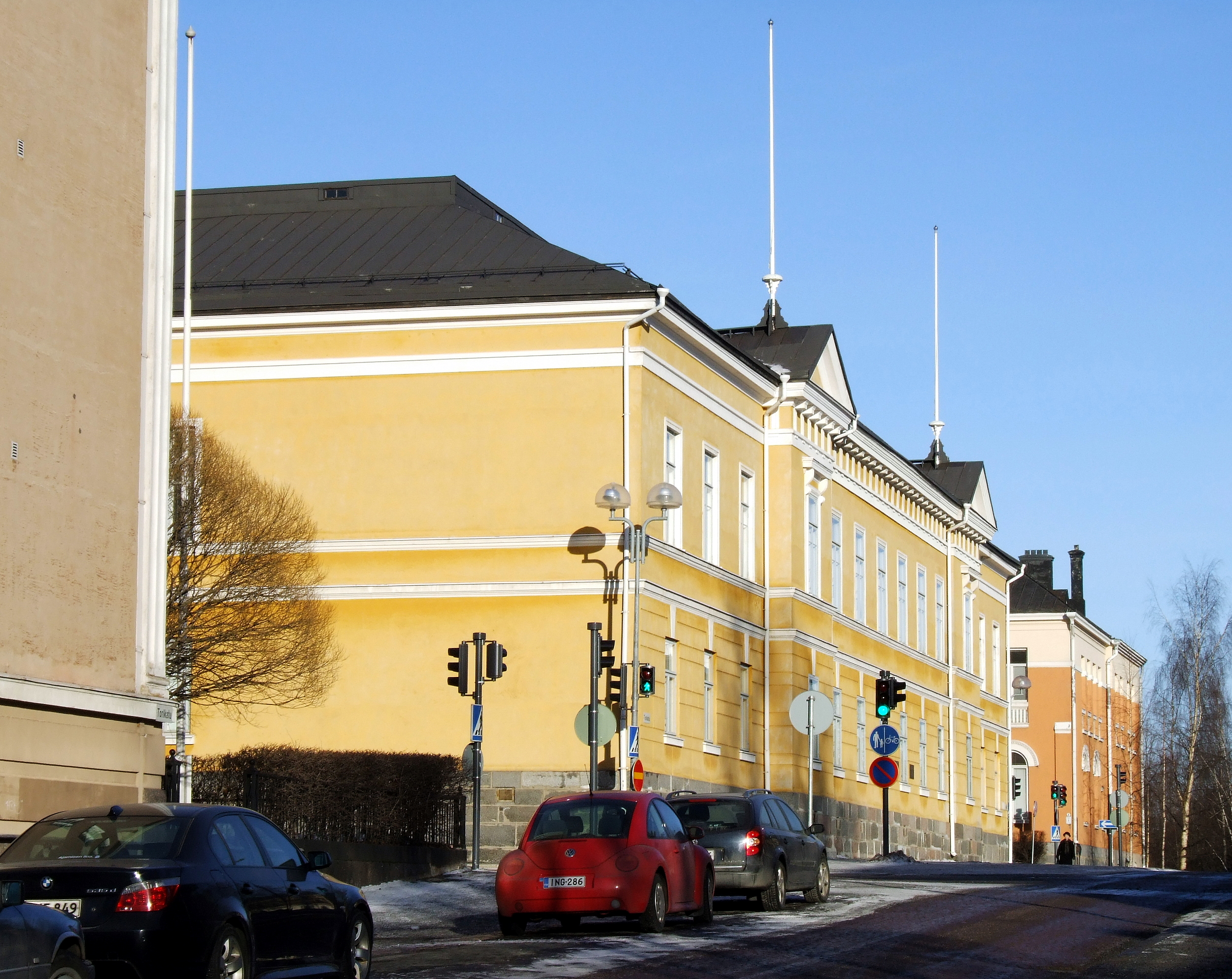
Le lycée d'Oulu le long de Torikatu.

## Galerie

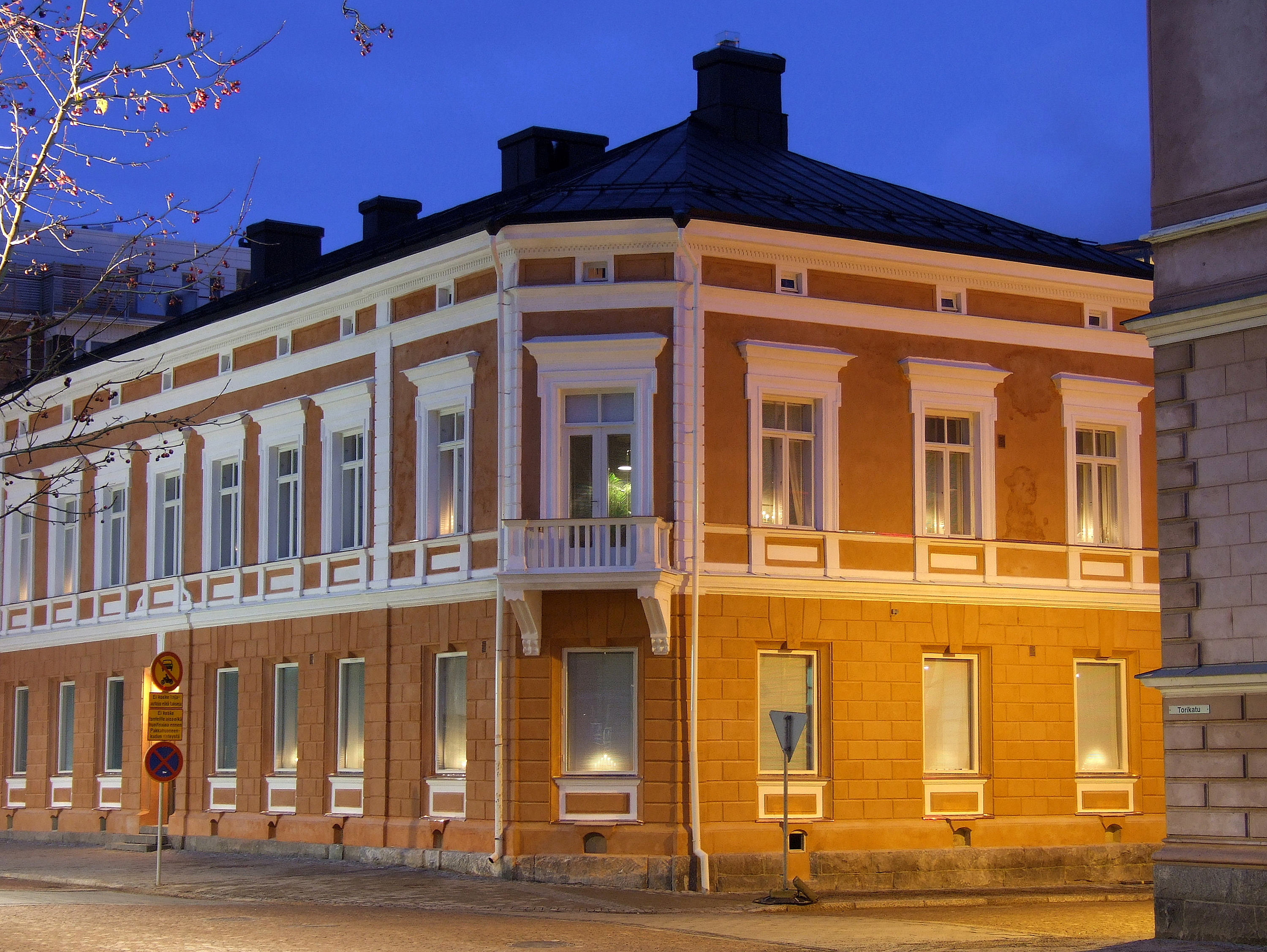
Torikatu 10.
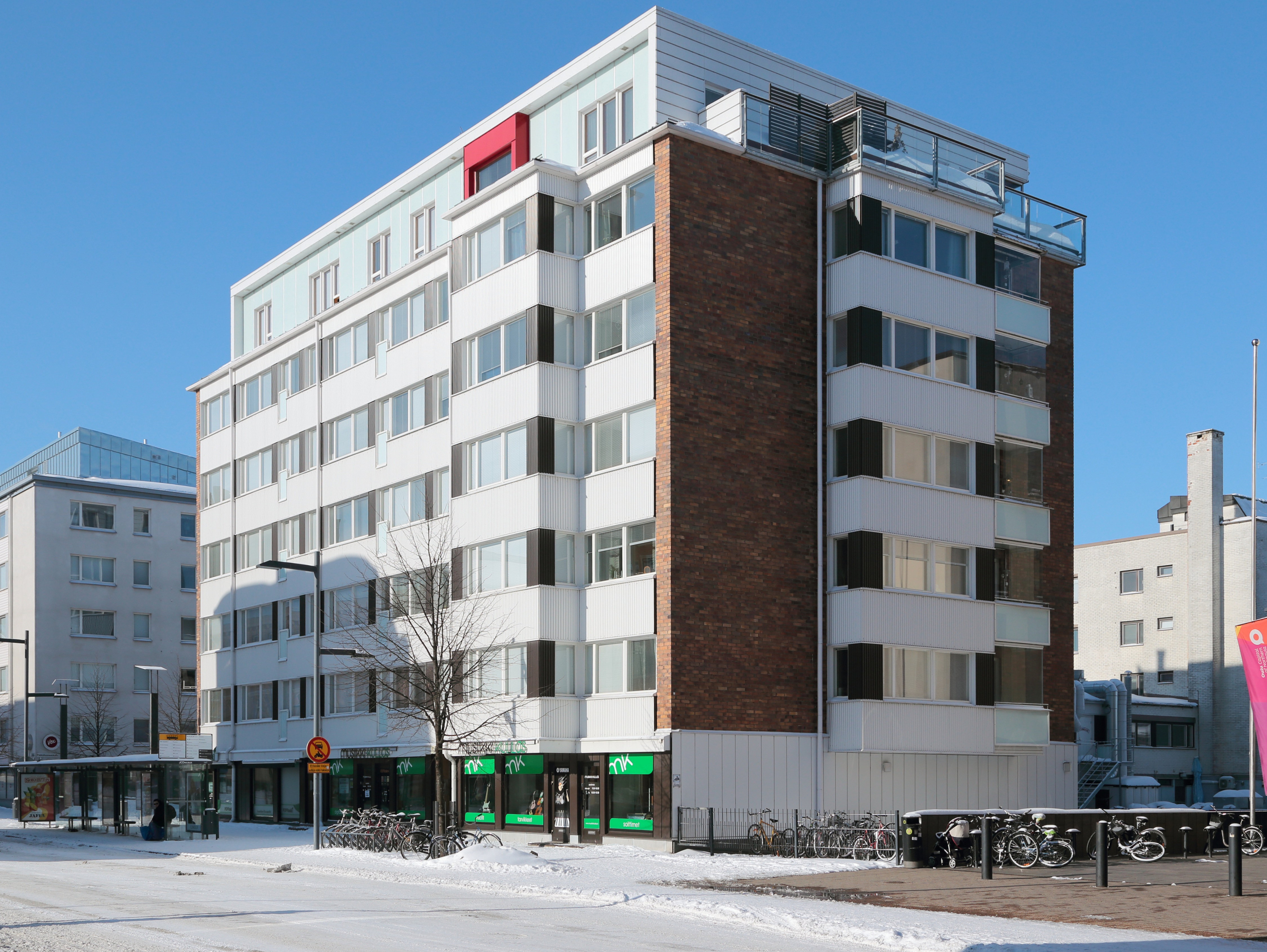
Torikatu 12.
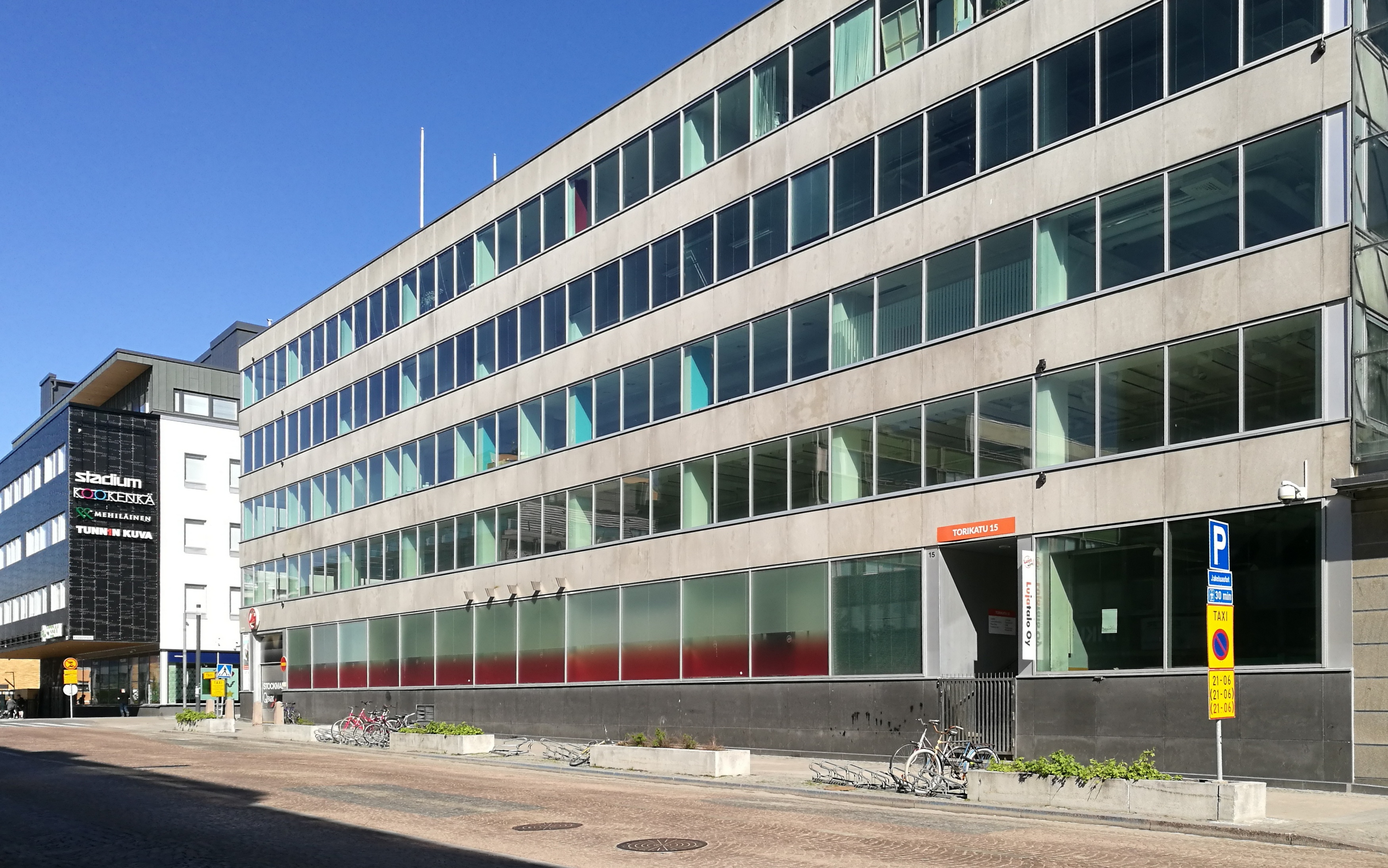
Torikatu 13-15.
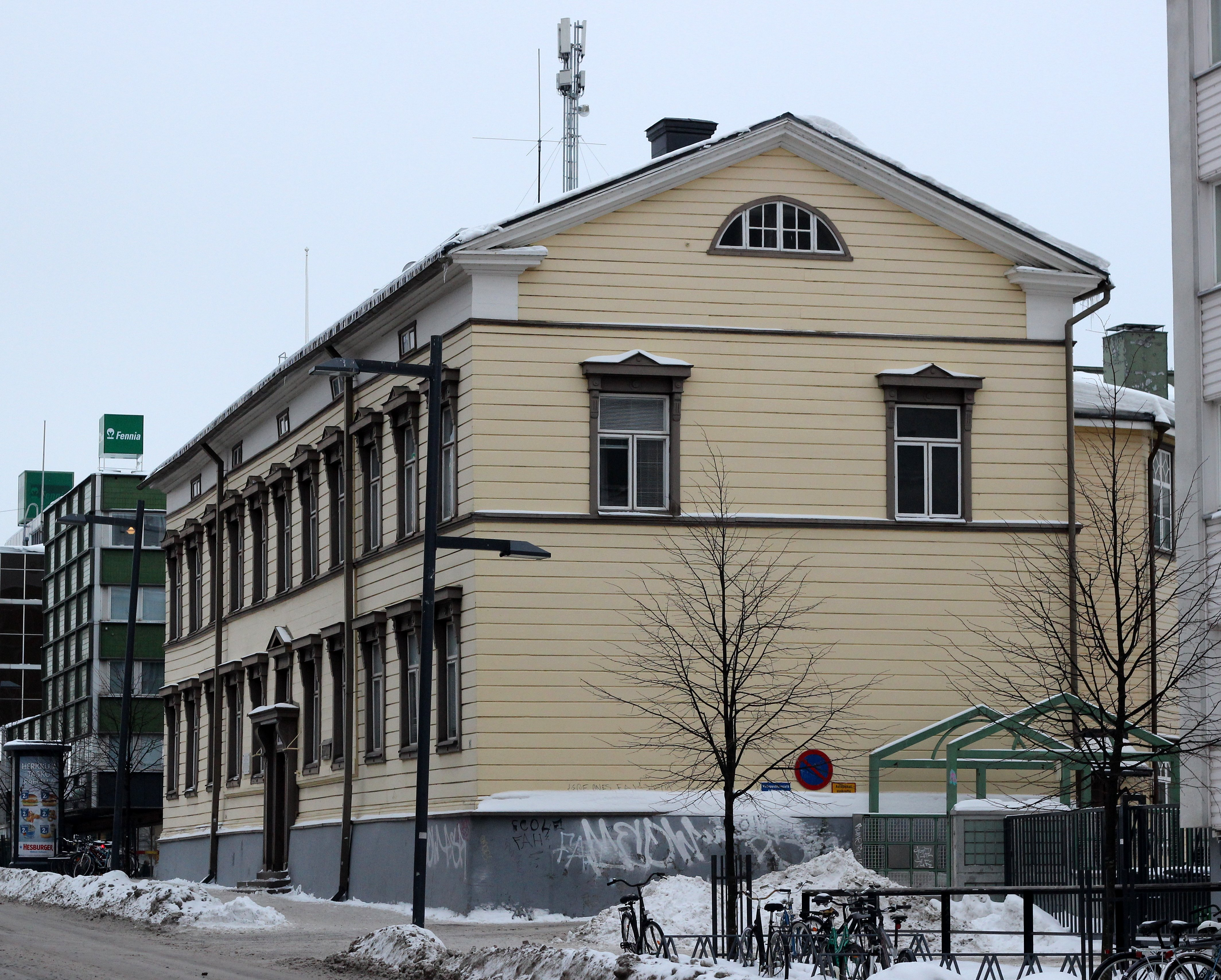
Torikatu 16.
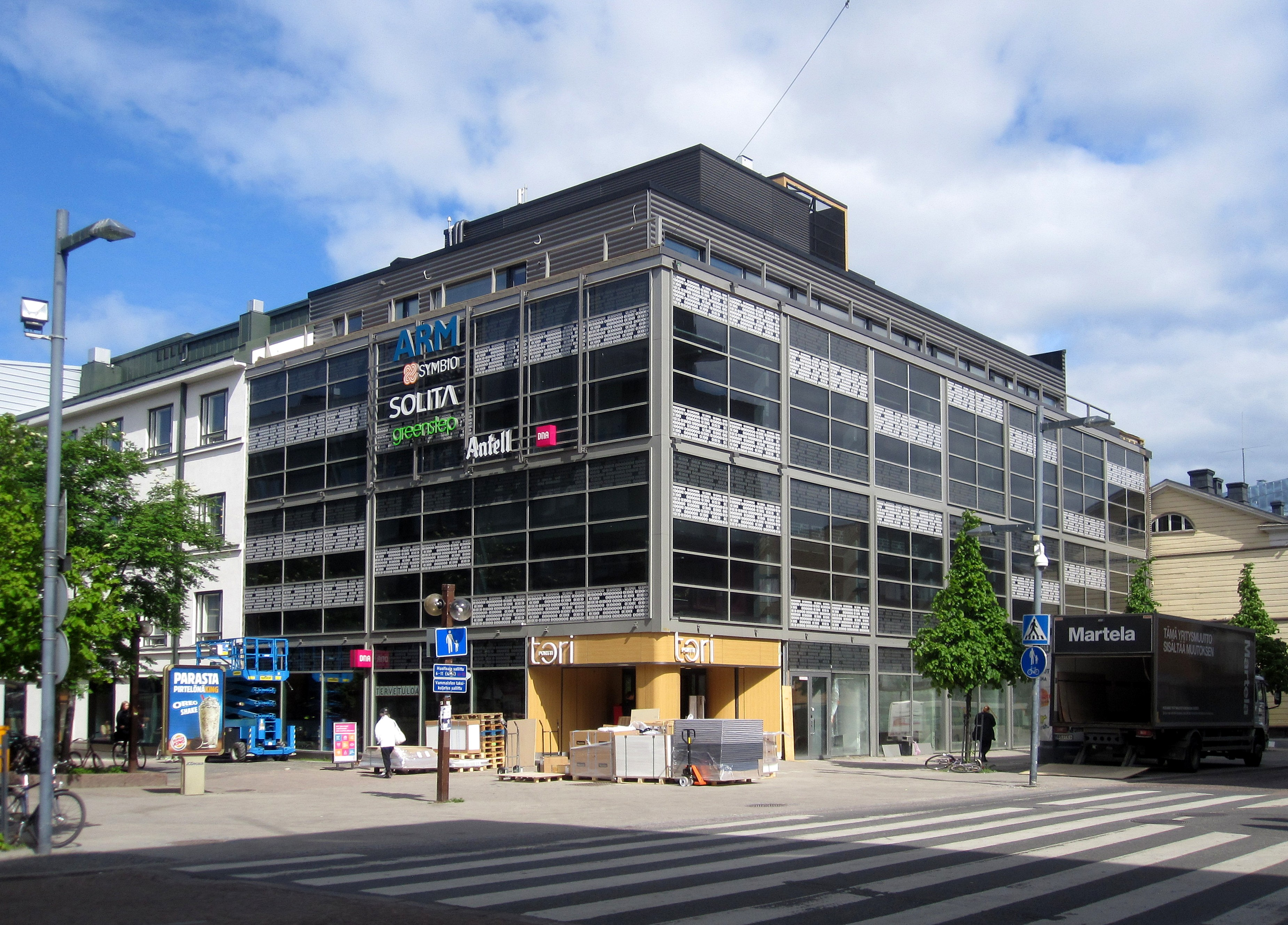
Torikatu 18.
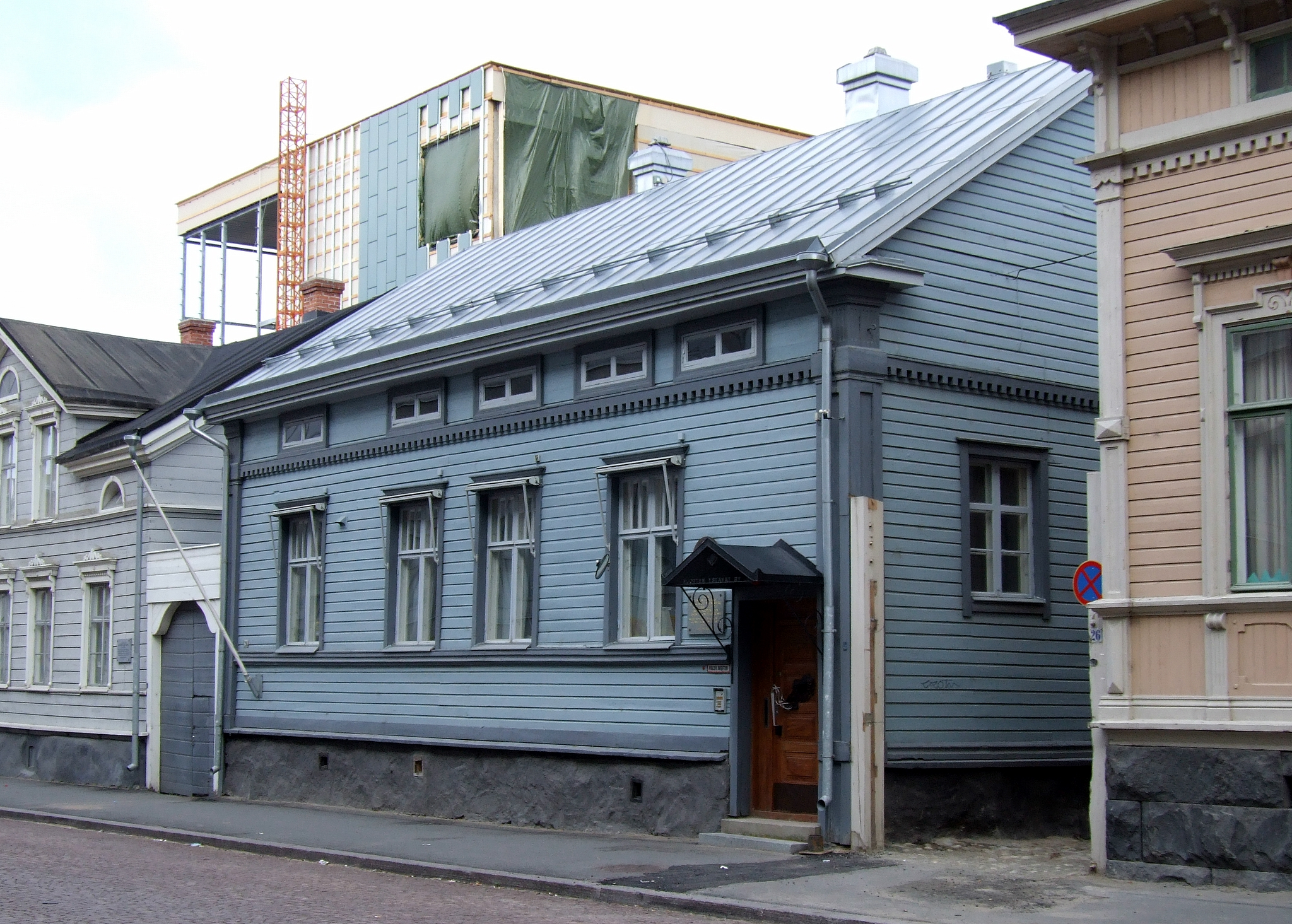
Torikatu 28.
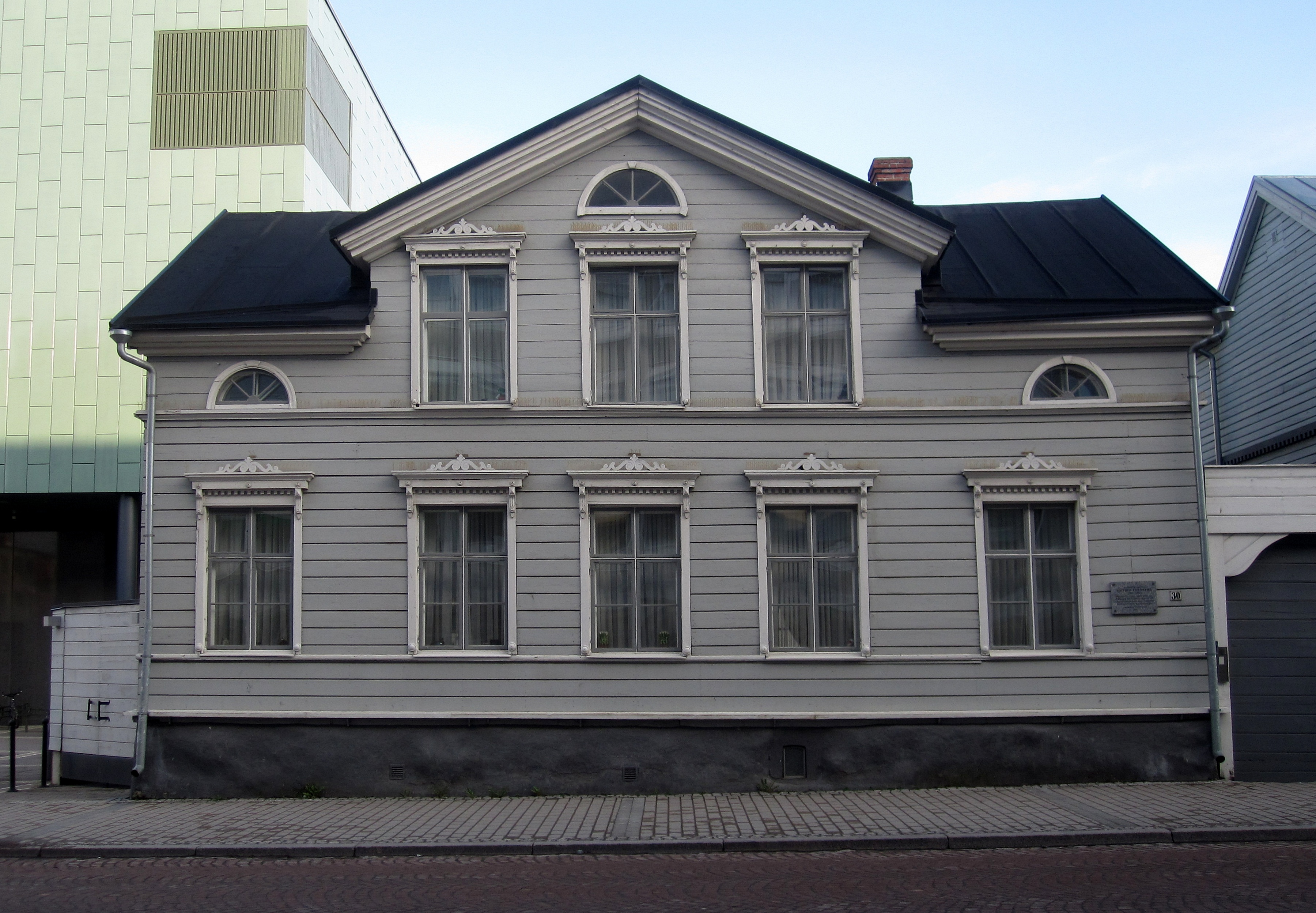
Torikatu 30.
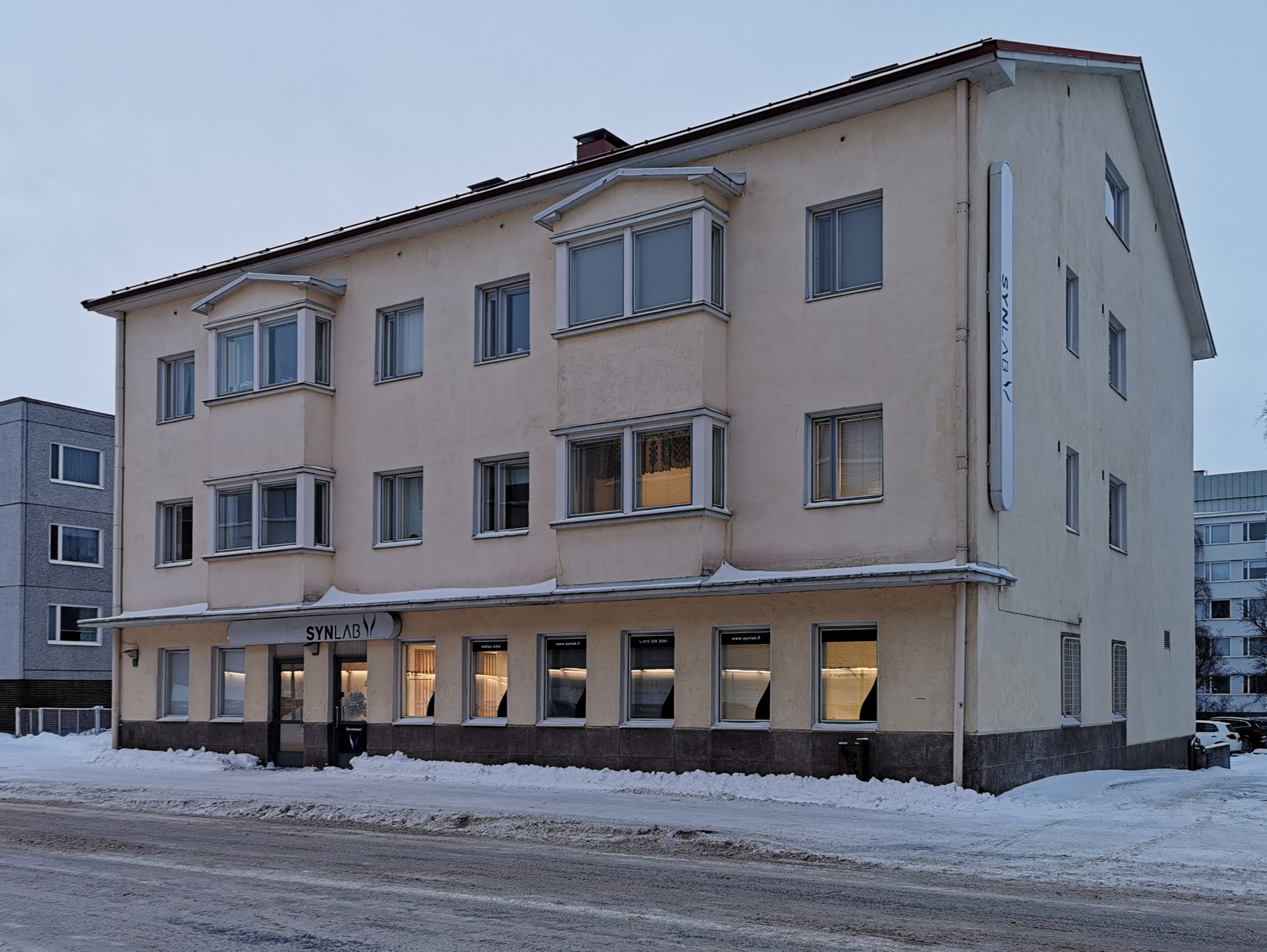
Torikatu 44.